# بيت السريحي (حجة)

تعديل مصدري - تعديل

بيت السريحي هي إحدى قرى عزلة هربة بمديرية حجة التابعة لمحافظة حجة، بلغ تعداد سكانها 62 نسمة حسب تعداد اليمن لعام 2004.